# Олександрівська сільська рада (Юр'ївський район)
| Олександрівська сільська рада — орган місцевого самоврядування у Юр'ївському районі Дніпропетровської області з центром в селі Олександрівка. Олександрівська сільська рада розташована в західній частині Юр'ївського району Дніпропетровської області, за 30 км від районного центру в верхів'ї річки В'язівок. Північним сусідом ради є село Чаплинка, на півдні село Новов'язівське, на заході межуємо із селами Новомосковського району, на сході — село Преображенка. Сільській раді підпорядковані населені пункти: - c. Олександрівка - с. Солонці - с. Оленівка - с. Сергіївка |

## Історія
| Олександрівська сільська рада була утворена в січні 1919 року. Першим сільським головою був Підопригора Конон. В той час в сільській раді було два земельних товариства Олександрівське та Сергіївське, з установ — Олександрівська семирічна школа. В 1954 році, за Указом Верховної Ради УРСР, було об'єднано Сергіївську та Олександрівську сільські ради з центром в селі Олександрівка. В цей час сільська рада об'єднувала шість сіл: с. Олександрівка, с. Сергіївка, с. Оленівка, с. Комсомольське, с. Чаплинка, с. Новостроївка. Населення сільської ради складало 2700 чоловік. Часом заснування села Олександрівка дослідники-краєзнавці вважають 18 століття. Перша письмова згадка про це поселення датується 1712 р. |

## Склад ради
Рада складається з 16 депутатів та голови.

## Керівний склад сільської ради
| ПІБ                        | Основні відомості                                                         | Дата обрання | Дата звільнення |
| -------------------------- | ------------------------------------------------------------------------- | ------------ | --------------- |
| Черватюк Геннадій Іванович | Сільський голова, 1968 року народження, освіта, член народної партії      | 26.03.2006   | 31.10.2010      |
| Черватюк Геннадій Іванович | Сільський голова, 1968 року народження, освіта вища, член Партії регіонів | 31.10.2010   |                 |

Примітка: таблиця складена за даними джерела

## Соціальна сфера
На території сільської ради знаходяться такі об'єкти соціальної сфери:
- Олександрівська загальноосвітня середня школа;
- Олександрівський фельдшерський пункт;
- Сергіївський фельдшерський пункт;
- Сергіївський сільський будинок культури;
- Сергіївська сільська бібліотека.

## Економіка
Найбільші сільськогосподарські підприємства та фермерські господарства: ТОВ «Агро Світ», ФГ «Обрій», ФГ «Бора», ФГ «Скіф», ФГ «Ранок», ФГ «Дружба», одноосібники — 103 чоловіки. 
ТОВ «Агро-Світ» обробляє 2800 га землі. Працює в ТОВ «Агро-Світ» 100 чоловік. Займається вирощуванням зернових культур.